# Estadio Olímpico Metropolitano
El Estadio Olímpico Metropolitano, es un recinto deportivo multiusos ubicado en San Pedro Sula, Honduras. Fue inaugurado el 5 de diciembre de 1997 por motivo de los VI Juegos Centroamericanos, sus instalaciones se comparten con la villa olímpica construida en el mismo periodo para la realización de los Juegos Centroamericanos
Es utilizado actualmente en mayor parte para partidos de fútbol y tiene también instalaciones para atletismo. Estas modernas instalaciones tienen una capacidad para albergar a 37 325 personas. También se puede destacar que está localizado en la zona urbana más grande del país, que es la Zona Metropolitana del Valle de Sula. La inauguración del estadio tuvo un atraso, porque los VI juegos se pospuso su inauguración.

## Descripción
El Estadio Olímpico de la ciudad de San Pedro Sula es el estadio olímpico más grande de Centroamérica; y el segundo estadio deportivo más grande de Centroamérica y el Caribe; además es de los más modernos de la región, cuenta con zona de elevadores para los palcos, acondicionados con asientos pulman, vestidores, pizarra digital para anuncios y avisos, fosas de seguridad entre las graderías y la cancha. Recientemente se invirtieron más de 15 000 000 de Lempiras para modernizar la zona de camerinos y prensa. Entre esas modificaciones están, la instalación de aire acondicionado e instalación de pantallas electrónicas en los camerinos. 
La cancha tiene un césped natural que se mantiene en buen estado. En las afueras de las instalaciones deportivas, existe un perímetro de seguridad para evitar aglomeraciones de personas o "hinchas". Además existen modernas instalaciones para practicar otros deportes como béisbol, baloncesto (básquet) (que cuenta con una moderna instalación reconstruida en 2004).
En este estadio juega la Selección Nacional de Honduras como local, es de hacer notar que todos los partidos eliminatorios para el Mundial de Sudáfrica 2010, Mundial de Brasil 2014, Mundial de Rusia 2018, y Mundial de Catar 2022 se jugaron acá. Actualmente es exclusivo para los juegos de la Selección Nacional de Honduras, como también el Club Deportivo Marathon y Real Club Deportivo España, entre otros.
También se disputó allí el Campeonato Sub-17 de la Concacaf de 2015.